# Fryderyk za najlepszy album zagraniczny
Fryderyk za najlepszy album zagraniczny – polska nagroda muzyczna Fryderyk, przyznawana corocznie w latach 1995–2012 i w 2019 w sekcji muzyki rozrywkowej w kategorii najlepszy album zagraniczny. Honorowała wykonawców zagranicznych za albumy. Fryderyki są przyznawane od 1995 przez Związek Producentów Audio-Video (ZPAV) za osiągnięcia w rodzimym przemyśle muzycznym. Od 2000 za wyłanianie nominowanych, a następnie laureatów odpowiedzialna jest powołana przez ZPAV Akademia Fonograficzna.
Kategoria została wprowadzona podczas pierwszej edycji, Fryderyków 1994. W edycji 2013 została wycofana w związku ze zmniejszeniem liczby kategorii. Powróciła jednorazowo w edycji 2019. Nazywała się:
- najlepszy album zagraniczny na polskim rynku w edycji 1994,
- najlepszy zagraniczny album roku w edycjach 1995 i 1996,
- najlepszy album zagraniczny w edycjach od 1997 do 2012 i 2019.

Red Hot Chili Peppers zdobyli w kategorii najwięcej nominacji (5) i jako jedyni wygrali w niej 2 razy.

## Laureaci i nominowani
| Rok  | Nagrodzony album                      | Nagrodzeni artyści    | Pozostałe nominacje | Źr.    |
| ---- | ------------------------------------- | --------------------- | --- | ------ |
| 1994 | The Division Bell                     | Pink Floyd            | - Get a Grip – Aerosmith - MTV Unplugged in New York – Nirvana - Superunknown – Soundgarden - Voodoo Lounge – The Rolling Stones                                                          | [ 4 ]  |
| 1995 | Made in Heaven                        | Queen                 | - King for a Day… Fool for a Lifetime – Faith No More - Medusa – Annie Lennox - One Hot Minute – Red Hot Chili Peppers - Post – Björk                                                     | [ 5 ]  |
| 1996 | Older                                 | George Michael        | - Load – Metallica - Mercury Falling – Sting - No Code – Pearl Jam - The Score – Fugees                                                                                                   | [ 6 ]  |
| 1997 | Bridges to Babylon                    | The Rolling Stones    | - Homogenic – Björk - Let’s Talk About Love – Céline Dion - OK Computer – Radiohead - Pop – U2                                                                                            | [ 7 ]  |
| 1998 | Ray of Light                          | Madonna               | - 5 – Lenny Kravitz - Ederlezi – Goran Bregović - Mezzanine – Massive Attack - Pilgrim – Eric Clapton                                                                                     | [ 8 ]  |
| 1999 | Supernatural                          | Santana               | - 13 – Blur - Brand New Day – Sting - Californication – Red Hot Chili Peppers - S&M – Metallica                                                                                           | [ 9 ]  |
| 2000 | All That You Can’t Leave Behind       | U2                    | - Chocolate Starfish and the Hot Dog Flavored Water – Limp Bizkit - Lovers Rock – Sade - Music – Madonna - Selmasongs – Björk - Things to Make and Do – Moloko                            | [ 10 ] |
| 2001 | Ten New Songs                         | Leonard Cohen         | - Exciter – Depeche Mode - Lateralus – Tool - Swing When You’re Winning – Robbie Williams - Reveal – R.E.M.                                                                               | [ 11 ] |
| 2002 | By the Way                            | Red Hot Chili Peppers | - A Rush of Blood to the Head – Coldplay - Come Away with Me – Norah Jones - The Eminem Show – Eminem - Shaman – Santana                                                                  | [ 12 ] |
| 2003 | Life for Rent                         | Dido                  | - Elephant – The White Stripes - Hail to the Thief – Radiohead - Think Tank – Blur - Speakerboxxx/The Love Below – Outkast                                                                | [ 13 ] |
| 2004 | Musicology                            | Prince                | - Feels like Home – Norah Jones - How to Dismantle an Atomic Bomb – U2 - Medúlla – Björk - Songs About Jane – Maroon 5                                                                    | [ 14 ] |
| 2005 | X&Y                                   | Coldplay              | - A Bigger Bang – The Rolling Stones - Demon Days – Gorillaz - Lullabies to Paralyze – Queens of the Stone Age - Monkey Business – The Black Eyed Peas - Playing the Angel – Depeche Mode | [ 15 ] |
| 2006 | Stadium Arcadium                      | Red Hot Chili Peppers | - 10,000 Days – Tool - Love – The Beatles - Loose – Nelly Furtado - FutureSex/LoveSounds – Justin Timberlake                                                                              | [ 16 ] |
| 2008 | Echoes, Silence, Patience & Grace     | Foo Fighters          | - Not Too Late – Norah Jones - Overpowered – Róisín Murphy - Planet Earth – Prince - Shock Value – Timbaland                                                                              | [ 17 ] |
| 2009 | New Amerykah Part One (4th World War) | Erykah Badu           | - Black Ice – AC/DC - Death Magnetic – Metallica - Only by the Night – Kings of Leon - Viva la Vida or Death and All His Friends – Coldplay                                               | [ 18 ] |
| 2010 | Black Gives Way to Blue               | Alice in Chains       | - La Roux – La Roux - No Line on the Horizon – U2 - Sounds of the Universe – Depeche Mode - Walking on a Dream – Empire of the Sun                                                        | [ 19 ] |
| 2011 | Come Around Sundown                   | Kings of Leon         | - Clapton – Eric Clapton - Emotion & Commotion – Jeff Beck - Scratch My Back – Peter Gabriel - Soldier of Love – Sade                                                                     | [ 20 ] |
| 2012 | 21                                    | Adele                 | - I’m With You – Red Hot Chili Peppers - Let England Shake – PJ Harvey - Mylo Xyloto – Coldplay - Wasting Light – Foo Fighters                                                            | [ 21 ] |
| 2019 | Anthem of the Peaceful Army           | Greta Van Fleet       | - A Star Is Born – Lady Gaga i Bradley Cooper - Effet miroir – Zaz - Egypt Station – Paul McCartney - Man of the Woods – Justin Timberlake                                                | [ 22 ] |

## Statystyki
| Liczba | Osoba/zespół          | Lata       |
| ------ | --------------------- | ---------- |
| 2      | Red Hot Chili Peppers | 2002, 2006 |

| Liczba | Osoba/zespół          | Lata                         |
| ------ | --------------------- | ---------------------------- |
| 5      | Red Hot Chili Peppers | 1995, 1999, 2002, 2006, 2012 |
| 4      | Björk                 | 1995, 1997, 2000, 2004       |
| 4      | Coldplay              | 2002, 2005, 2009, 2012       |
| 4      | U2                    | 1997, 2000, 2004, 2010       |
| 3      | Dave Grohl            | 1994, 2008, 2012             |
| 3      | Depeche Mode          | 2001, 2005, 2010             |
| 3      | Metallica             | 1996, 1999, 2009             |
| 3      | Norah Jones           | 2002, 2004, 2008             |
| 3      | Pat Smear             | 1994, 2008, 2012             |
| 3      | The Rolling Stones    | 1994, 1997, 2005             |